# Синдром Морріса
Синдром нечутливості до андрогенів або синдро́м Мо́рріса (СНА, англ. Androgen insensitivity syndrome (AIS)) — рідкісний вроджений стан, при якому клітини повністю або частково перестають реагувати на андрогени. Синдром має декілька клініко-генетичних варіантів.

## Генетика
В Y-хромосомі є ген,[джерело?] який визначає диференціювання статевих залоз за чоловічим типом, синтез ними андрогенів, зокрема гормону тестостерону.[уточнити]
Також, для розвитку чоловічої статі в організмі необхідний, серед інших, білок-рецептор до андрогенів (Рецептор Андрогенів Людини (РАЛ)), що забезпечує проникнення цього гормону в клітини мішені — за його синтез відповідає ген, розташований на проксимальному довгому плечі Х-хромосоми (локус Xq11-Xq12).. Ділянка, що кодує білок, складається приблизно з 2757 нуклеотидів (919 кодонів), що охоплюють вісім екзонів, позначених як 1-8 або A-H. Розмір інтронів варіюється від 0,7 до 26 kbp.
Як і інші ядерні рецептори, білок РАЛ складається з кількох функціональних доменів: домену трансактивації (його також називають доменом регуляції транскрипції або аміно/NH2-кінцевим доменом), ДНК-зв'язуювального домену, ділянка петлі, та стероїд-зв'язуювального домену (також званий карбокси-кінцевим ліганд-зв'язуювальним доменом). Домен трансактивації кодується екзоном 1 і становить більше половини білка РАЛ. Екзони 2 і 3 кодують ДНК-зв'язуювальний домен, тоді як 5' частина екзона 4 кодує ділянку петлі. Залишок екзонів з 4 по 8 кодує домен зв'язування ліганду.

### РАЛ мутації
Станом на 2010 рік у базі даних мутацій РАЛ було зареєстровано понад 400 мутацій РАЛ, їх кількість продовжує зростати. Успадкування, як правило, є материнським і слідує Х-зчепленій рецесивній моделі особи з каріотипом 46,XY завжди експресують мутантний ген, оскільки вони мають лише одну Х-хромосому, тоді як носії 46,XX уражаються мінімально. Приблизно в 30% випадків мутація РАЛ є спонтанним результатом і не передається у спадок. Такі мутації de novo є результатом мутації зародкових клітин або мозаїцизму зародкових клітин у статевих залозах одного з батьків або мутації в самій заплідненій яйцеклітині. В одному дослідженні три з восьми мутацій de novo відбулися на постзиготичній стадії, що призвело до оцінки, що третина мутацій de novo спричиняють соматичний мозаїцизм. Не кожна мутація гена AR призводить до нечутливості до андрогенів; одна конкретна мутація виникає у 8-14% генетичних чоловіків і вважається, що вона негативно впливає лише на невелику кількість осіб, якщо присутні інші генетичні фактори.
При мутації цього гена (рецесивний алель) порушується утворення нормального рецептора і, таким чином, здатність тканини сприймати тестостерон та інші андрогени. У результаті з'являється особа з чоловічим каріотипом 46XY і наявністю тестостерону в крові, але за зовнішніми ознаками більше схожими до жінки.

## Актуальність
Це вражає в середньому  1 з 20 000 до 64 000 народжених XY (каріотипно чоловіків).
Виявляють варіанти цього синдрому з різною частотою в популяції — від 1 на 22 400 народжених хлопчиків до 1 на 99000.

## Етимологія
У 1953 році американський гінеколог Д. Морріс описав цей синдром, але не усі вчені вважають його першовідкривачем, тому частіше у медичному вжитку використовують медичний термін «синдром нечутливості до андрогенів». Інші історичні назви — «синдром Рейфенштейна»; «синдром Голдберга—Максвелла»; «синдром Гілберта-Дрейфуса»; «синдром Любса»; «синдром Розвотера»; «синдром Аймана»; «синдром неповної тестикулярної фемінізації».

## Класифікація
СНА поділяється на три класи на основі фенотипу:
- Повний СНА (синдром повної андрогенної нечутливості (англ. CAIS))
- Частковий СНА (частковий синдром андрогенної нечутливості (англ. PAIS))
- Легкий СНА (легкий синдром андрогенної нечутливості (англ. MAIS))

Додаткова система фенотипової класифікації, яка використовує сім класів замість традиційних трьох, була запропонована педіатром-ендокринологом Charmian A. Quigley та ін. у 1995 році. Перші шість ступенів шкали, від 1 до 6, диференціюються за ступенем генітальної маскулінізації; ступінь 1 вказується, коли зовнішні статеві органи повністю маскулінізовані, ступінь 6 вказується, коли зовнішні статеві органи повністю фемінізовані, а класи від 2 до 5 кількісно визначають чотири ступені зменшення маскулінізації геніталій, які лежать поміж. 7 ступінь не відрізняється від 6 ступеня до періоду статевого дозрівання, а потім диференціюється за наявністю вторинного термінального волосся; 6 ступінь вказується, коли присутні вторинні термінальні волосся, тоді як 7 ступінь вказується, коли вони відсутні Шкала Квіглі може використовуватися разом із традиційними трьома класами СНА для надання додаткової інформації щодо ступеня маскулінізації статевих органів, і вона особливо корисна, коли діагнозом є англ. PAIS.